# روبرت توماس ميلر
روبرت توماس ميلر (بالإنجليزية: Robert Thomas Miller)‏ هو سياسي أمريكي، ولد في 21 سبتمبر 1893، وتوفي في 30 أبريل 1962.